# Leïla Olivesi

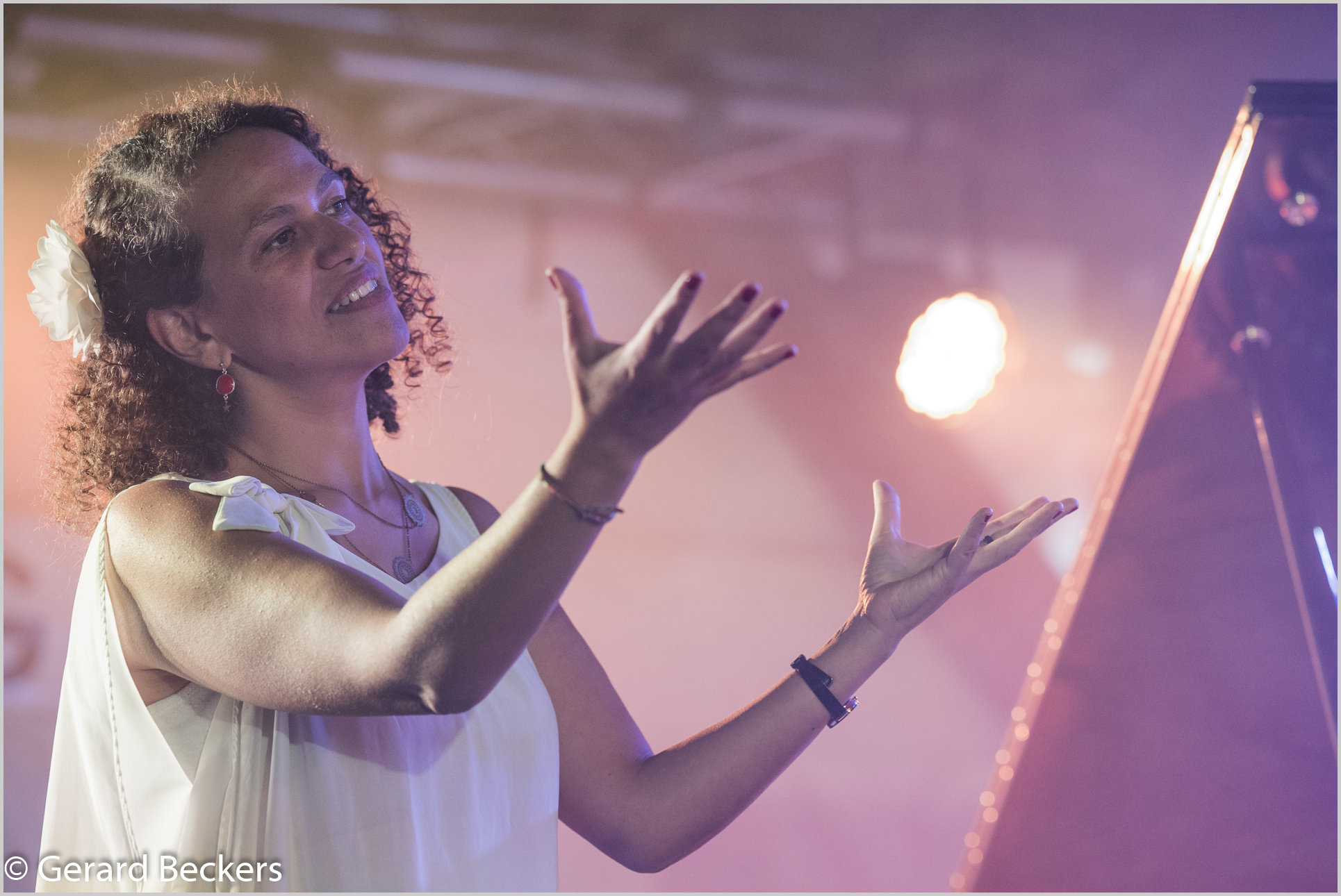
Leïla Olivesi (2024)

Leïla Olivesi (* 1978 in Moulin d’Andé) ist eine französische Jazzmusikerin (Piano, auch Gesang, Komposition) und Jazzforscherin.

## Leben und Wirken
Olivesi studierte Musikwissenschaft und Philosophie bis zum Abschluss an der Sorbonne und erwarb einen Abschluss in Jazzpiano, Musikausbildung, Songwriting und Orchestrierung am Pariser Konservatorium und am Institute Art Culture Perception. Sie studierte Musik bei Mulgrew Miller, Stéphane Belmondo, Manuel Rocheman, Bernard Maury, Héri Paredes, Christophe Dal Sasso, Carine Bonnefoy, Jean-Michel Bardez, Jacques Schneck sowie Lionel Belmondo.
Olivesi gehörte zunächst zu den Les P’tits Loups du jazz um Olivier Caillard, mit denen seit 1992 mehrere Alben entstanden. Dann arbeitete sie mit Künstlern wie David Binney, Jean-Charles Richard, Alex Terrier, Elisabeth Kontomanou, Manu Codjia, Emile Parisien, Jeanne Added, Magic Malik, Rick Margitza, Sébastien Llado, Stéphane Belmondo, Anne Paceo, John Betsch, Julie Saury, der kubanischen Salsagruppe Metiswing, dem African Salsa Orchestra von Michel Pinheiro, Leon Parker, Laurent Mignard oder Baptiste Herbin. Sie gründete eigene Ensembles, mit denen sie mehreren Alben veröffentlichte. 2007 legte sie ihr Debütalbum L’Etrange Fleur vor. Ihm folgten Werke, etwa mit ihrem Nonett Suite Andamane (2019) und mit ihrem Oktett Astral (2022), die mit Preisen ausgezeichnet wurden. Teilweise vertonte sie auch Gedichte, etwa von Lucïe Taïeb. Auch trat sie bei einigen Festivals auf, etwa bei Jazz in Marciac, Jazz à Vienne, dem Ankara Jazz Festival, Nouakchott Jazz Festival, Albertville Jazz Festival und Orléans Jazz Festival.
Olivesi erhielt mehrere Kompositionsaufträge für große Ensembles, etwa Sinfonieorchester, Big Band und Chor. Auch komponierte sie die Filmmusik für die Fernsehfilme Musulmans de France und Un choix pour la vie von Karim Miské und Les Demoiselles du ring von Ilana Navaro.
Olivesi ist derzeit Vizepräsidentin des Maison du Duke in Paris. In ihrer Masterarbeit untersuchte sie die Rolle des Pianos im Duke Ellington Orchestra; sie hält regelmäßig Vorträge über Duke Ellington und den Jazz. Weiterhin veröffentlichte sie das zweibändige Lehrbuch FM Jazz Pratique und unterrichtet Jazz an Pariser Konservatorien, am Pôle Supérieur PSPBB und an der Sorbonne.

## Preise und Auszeichnungen
Olivesi erhielt 2013 bei den Big Band Ellington Composers den ersten Preis für Komposition. Ihre Platten wurden mehrfach ausgezeichnet, etwa mit dem Coup de cœur der Akademie Charles Cros, dem Preis der SACEM, dem Défi-Jeune-Preis und dem ersten Preis bei den Sunside-Trophäen. 2022 wurde sie mit dem Prix Django Reinhardt ausgezeichnet.

## Schriften
- FM Jazz Pratique. Bd. 1. Delatour France 2021
- FM Jazz Pratique. Bd. 2. Delatour France 2021
- Le rôle du piano dans l’orchestre de Duke Ellington. Iremus 2021
- Mystère Monk.Seghers 2022
- Quand les musiciens de Jazz s’écrivent. Hermann 2023

## Diskographische Hinweise
- 2015: Utopia (Jazz & People, mit Manu Codjia, Yoni Zelnik, Donald Kontomanou, sowie David Binney)
- 2019: Suite Andamane (Attention Fragile, mit Baptiste Herbin, Jean-Charles Richard, Adrien Sanchez, Quentin Ghomari, Glenn Ferris, Manu Codjia, Yoni Zelnik, Donald Kontomanou, Chloé Cailleton)
- 2022: Astral (Attention Fragile, mit Adrien Sanchez, Baptiste Herbin, Jean-Charles Richard, Géraldine Laurent, Quentin Ghomari, Manu Codjia, Yoni Zelnik, Donald Kontomanou, Chloé Cailleton)
- 2024: Echos (Collectif Chami)